# Cerro Negro
Der Cerro Negro ist ein 728 m hoher Vulkan in Nicaragua, der in der Nähe der Stadt León liegt. Er befindet sich in der Bergkette Cordillera de los Maribios, in der viele aktive Vulkane liegen.
Dieser Vulkan ist sehr aktiv, kann aber bestiegen werden, da sich die Eruptionszeiten auf Grund seiner besonderen Beschaffenheit sehr genau voraussagen lassen. Bei jedem Ausbruch wächst der Vulkankegel.